# Hemkade

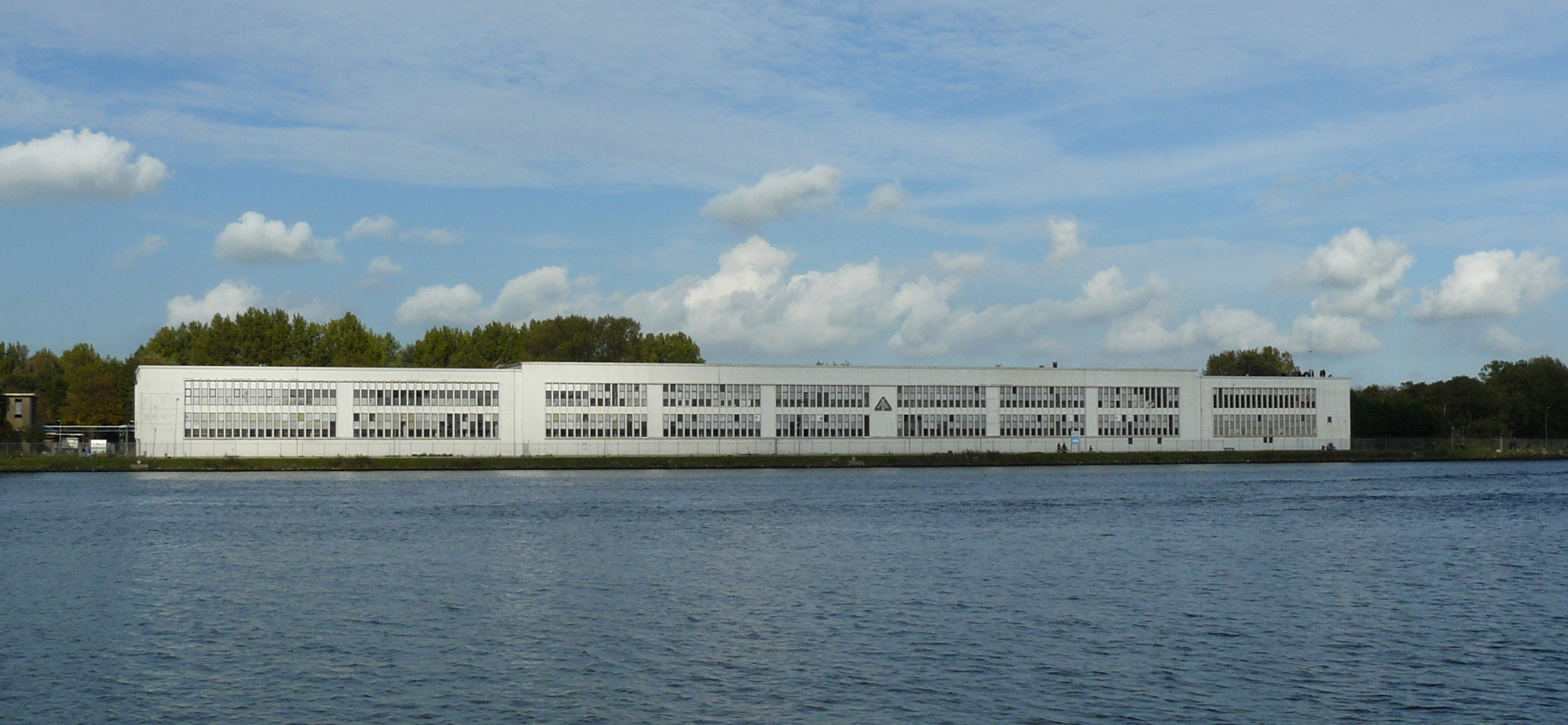
Hemkade

L'Hemkade est une rue et un lieu d'événements à Zaandam. L'Hemkade est la rive nord du canal de la mer du Nord et s'étend du Nieuwe Zeehaven jusqu'à Zijkanaal G, où la rue devient Havenstraat. Le nom est dérivé de son adresse, Hemkade 48. Le site a une capacité de 4 000 visiteurs et est utilisé pour des événements et des fêtes de grande envergure depuis 1994. Depuis 2007, il porte officiellement le nom de North Sea Venue et sert de lieu de réception.

## Histoire
En 1947, un bâtiment produisant des fûts de pétrole est construit au Hemkade 48. L'Hemkade est donc un ancien bâtiment industriel, conçu dans le style de l'école d'Amsterdam, des architectes qui conçoivent des bâtiments industriels aux Pays-Bas entre la Première et la Seconde Guerre mondiale. La propriété est ensuite reprise par Bruynzeel, qui a utilisé le bâtiment comme usine de fabrication de portes jusqu'en 1980. En 1985, l'Hemkade reçoit une nouvelle affectation : de 1985 à 1993, il s'agissait d'un centre sportif, comprenant des terrains de squash à l'arrière du bâtiment. À partir de 1994, le bâtiment est utilisé comme lieu d'événements.
Au cours des premières années de cette destination, des soirées hardcore sont organisées dans le bâtiment, telles que Thunderdome et Hellbound. En 1998, le succès du hardcore prend fin. C'est surtout la trance qui fait son apparition. On a beaucoup parlé du flyer Beatrix distribué à l'occasion de l'édition royale de la fête du Roi 1999, qui montrait la reine dans une tenue audacieuse. Cette année-là, l'Hemkade accueille également une nouvelle organisation : Qlass Elite, l'actuelle Q-dance. Elle y organisait des fêtes « old-skool ». Le festival très médiatisé Wasteland s'y est également déroulé. En 2000, l'image du Hemkade en tant que temple du hardcore disparaît définitivement, avec l'organisation du festival de trance High Energy (avec Tiësto et Armin van Buuren, entre autres) et du festival techno Awakenings.
En 2001, un visiteur d'une soirée à l'Hemkade décède des suites d'une consommation excessive de drogues, la dernière fois lors de la fête Wasteland. Hemkade était connu sous le nom de « disco Fundustry » à cette époque. La dernière victime étant une policière, cet incident suscite un vif intérêt médiatique et politique et, sur ordre du maire, l'Hemkade est fermé pendant trois mois. Après cet incident, les « fêtes nocturnes » sont interdites pendant un certain temps. Le 30 mars 2002, l'établissement rouvre ses portes, cette fois sous le nom de Q-Base.